# Matija Kranjc
Matija Kranjc (ur. 12 czerwca 1984 w Lublanie) – słoweński lekkoatleta specjalizujący się w rzucie oszczepem
W 2008 roku wziął udział w olimpijskim konkursie w Pekinie. Z wynikiem 71,00 zajął odległe 31. miejsce w eliminacjach i nie awansował do finału. Uczestnik mistrzostw Europy juniorów – w 2003 roku zajął 5. miejsce oraz pucharu Europy w rzutach. Brązowy medalista igrzysk śródziemnomorskich (2009). Wielokrotny reprezentant Słowenii.
Rekord życiowy: 81,13 (23 czerwca 2016, Brežice) – rezultat ten jest aktualnym rekordem Słowenii.